# Rezerwat przyrody Łęgi Oborskie

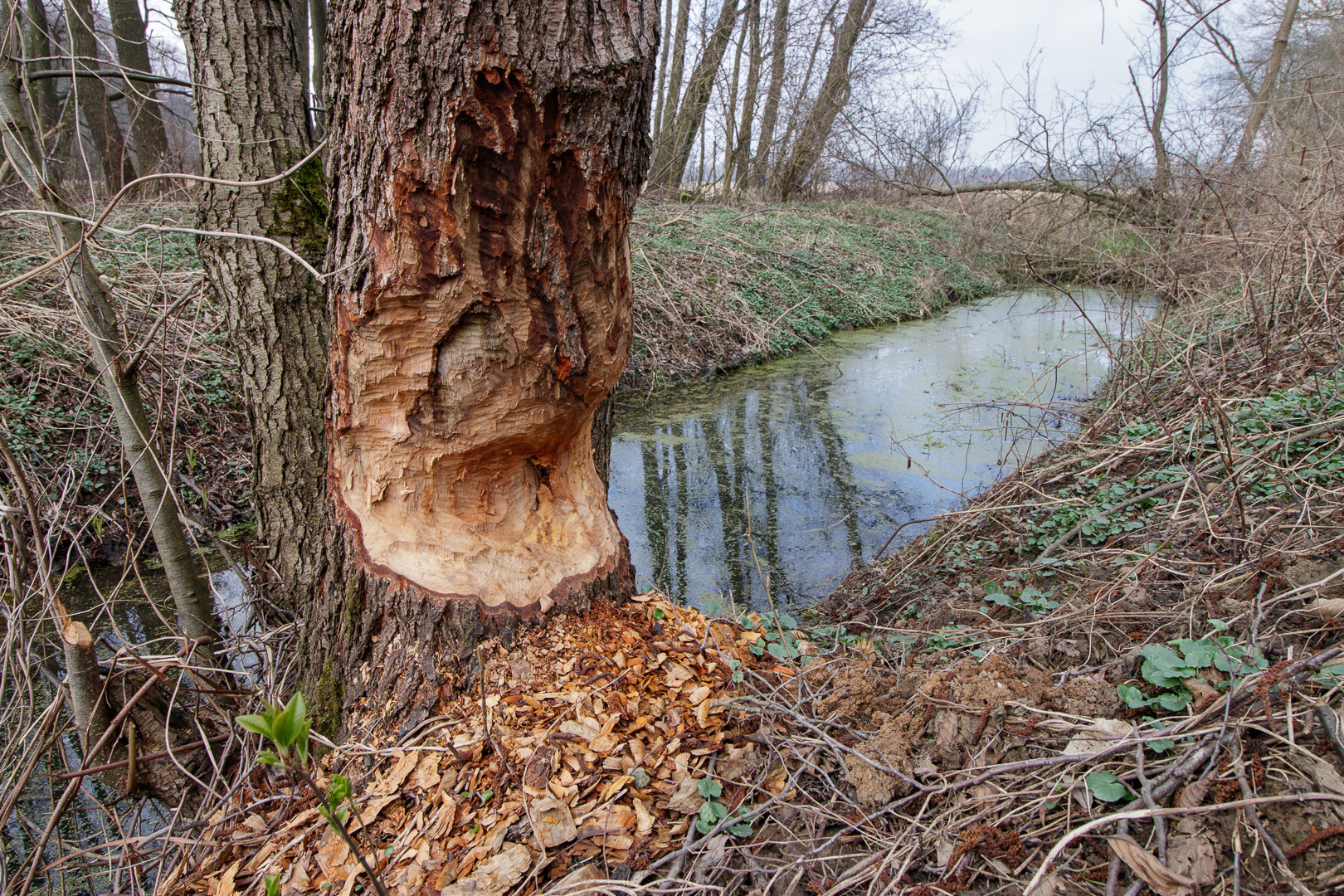
Zgryzy bobrowe tuż przy rezerwacie.

Rezerwat przyrody Łęgi Oborskie – leśny rezerwat przyrody położony w całości na terenie gminy Konstancin-Jeziorna w obrębie ewidencyjnym Obory, w sąsiedztwie uzdrowiska Konstancin. Graniczy z zabytkowym zespołem dworkowo-parkowym w Oborach. Wchodzi w skład Chojnowskiego Parku Krajobrazowego.
Został powołany Zarządzeniem Ministra Leśnictwa i Przemysłu Drzewnego z dnia 3 grudnia 1981 r. (M.P. z 1981 r. nr 29, poz. 271) na powierzchni 48,31 ha. Zarządzenie Regionalnego Dyrektora Ochrony Środowiska w Warszawie z dnia 4 maja 2016 r. powiększyło go do 54,0374 ha.
Ochronie poddano łęg jesionowo-wiązowy, pozostałość naturalnej szaty roślinnej doliny Wisły.
W bezpośredniej bliskości rezerwatu Łęgi Oborskie znajdują się Łąki Oborskie oraz rezerwaty: Olszyna Łyczyńska i Skarpa Oborska.

## Galeria

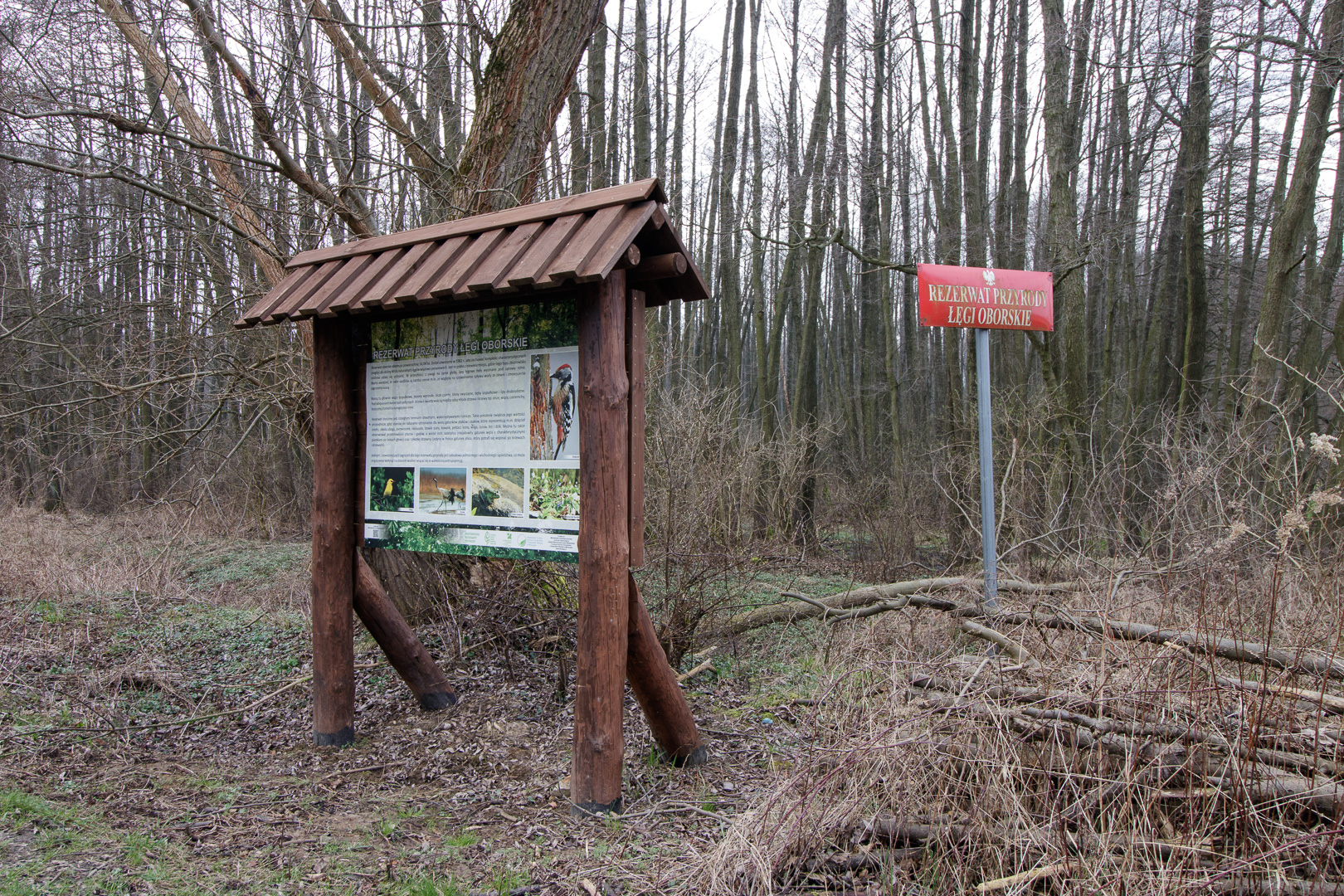
Tablice informacyjne.
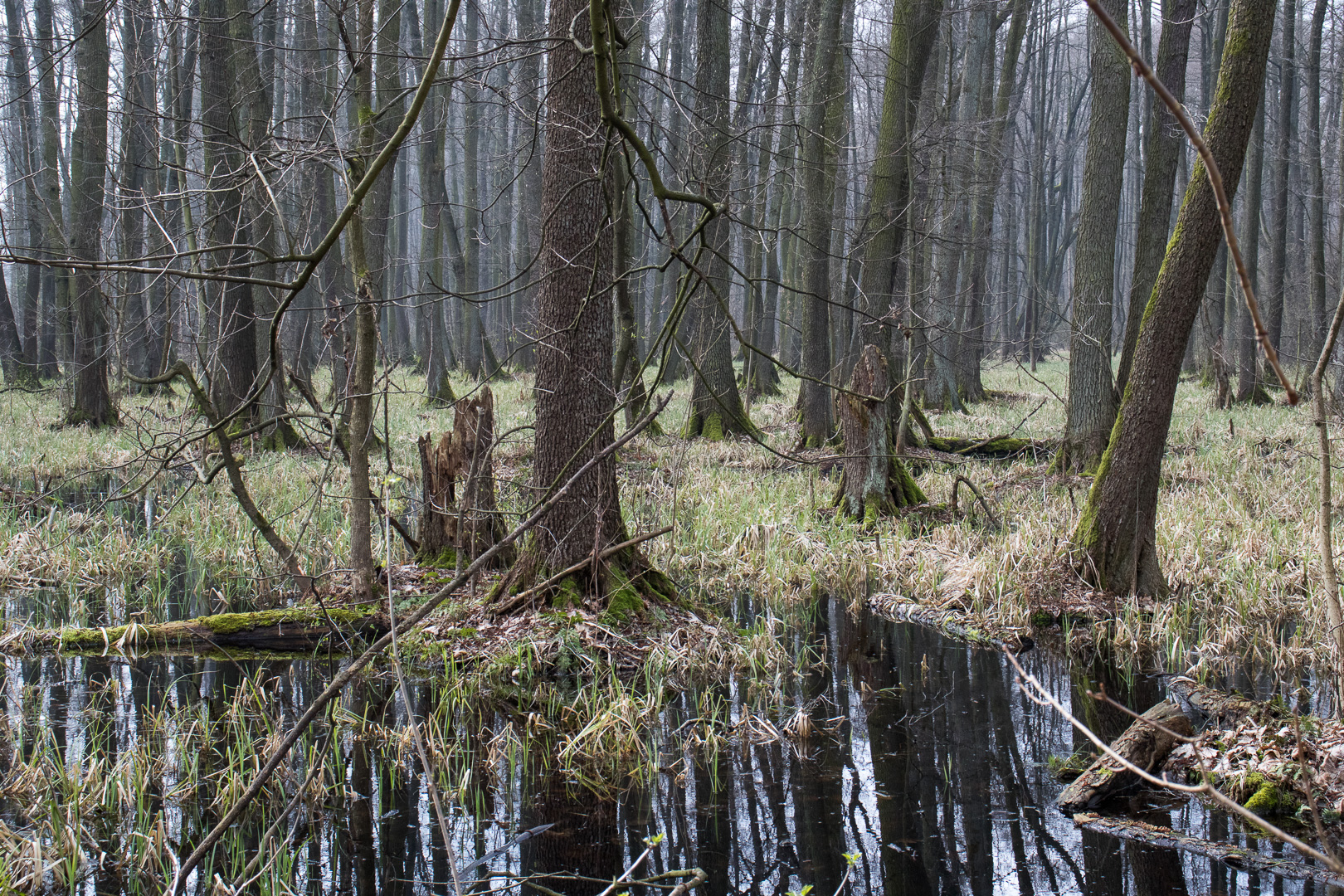
Rezerwat wczesną wiosną.
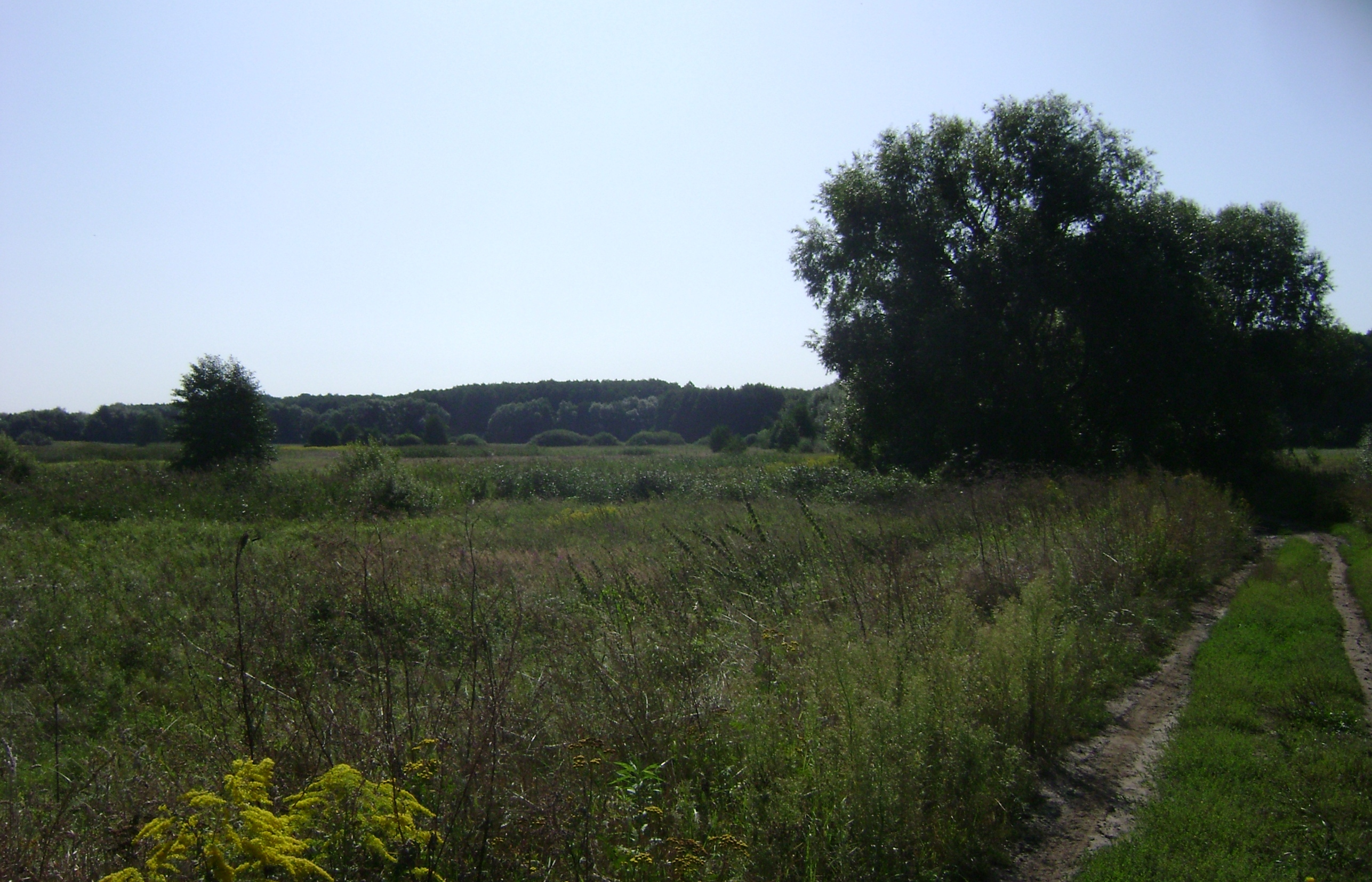
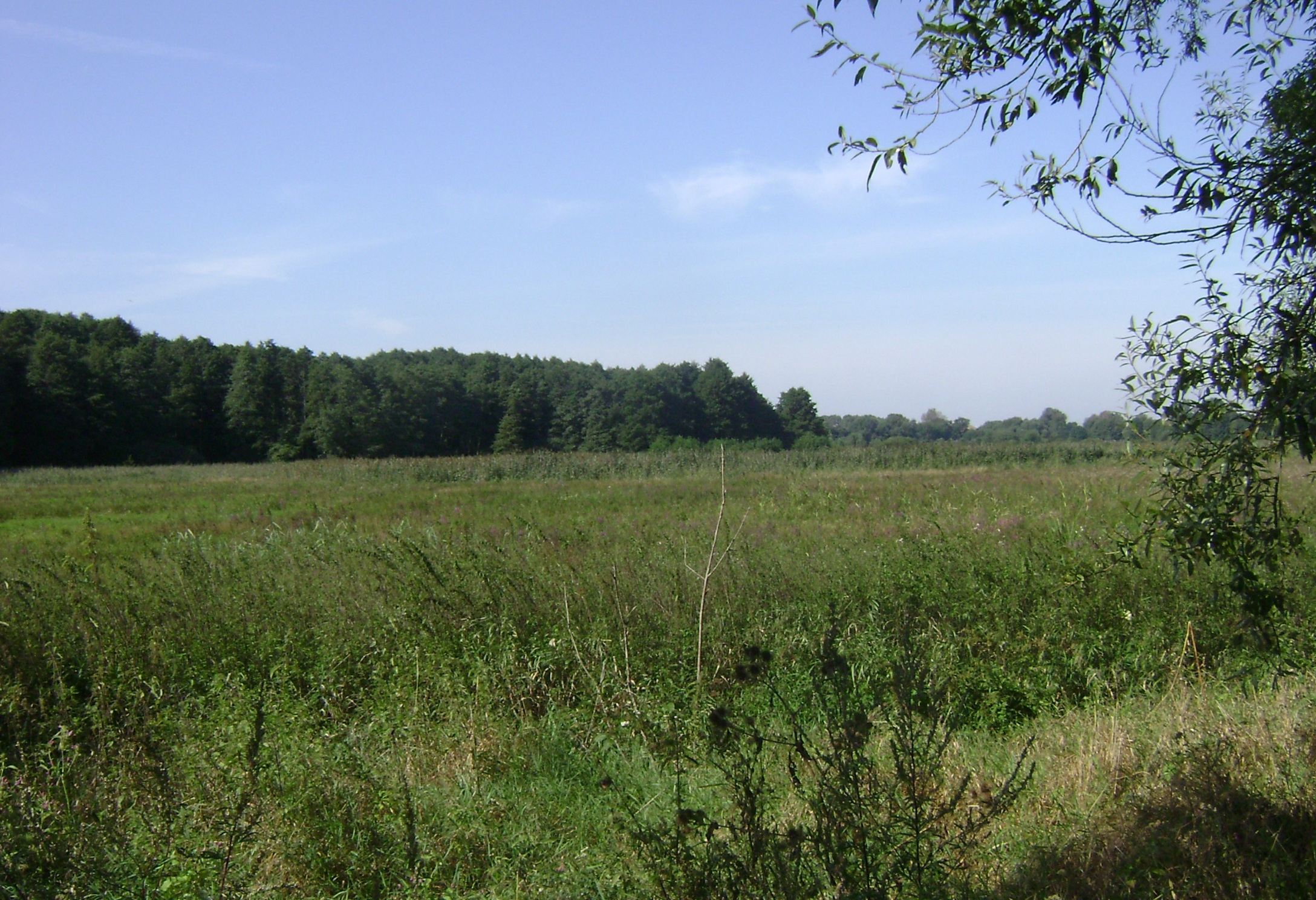